# Holka na zabití
Holka na zabití je česká krimi komedie z roku 1975 režiséra Juraje Herze.

## Děj filmu
Servírku Gitu z Krkonošského hotelu přejede její milenec. Bál se, že na něj Gita vyzradí nezákonné operace s valutami. Začne ji hledat její lehce naivní kamarádka z dětského domova Anna. Všichni si myslí, že Gita prostě jen odešla do jiného podniku. Anna ale odhaluje spousty nejasností ohledně jejího zmizení. Nastupuje proto do hotelu jako nová pracovní síla v kuchyni. Anna sdělí psychologovi z dětského domova své obavy o Gitu. Ten jí dá pohlednici, kterou mu Gita poslala z Polska. Anna ji ukazuje lidem z hotelu. Následně je nalezena zasažena elektrickým proudem. Případu se chopí poručík Sláma. Společně v hotelu najdou další stopy. Zjistí, že Gita byla naposledy spatřena v bílém autě, s houpacím panáček na předním skle. Toto auto poznávají. Patří provoznímu Petrákovi, který je následně dopaden.

## Obsazení
- Dagmar Havlová jako Anna
- Ilja Prachař jako poručík Sláma
- Vít Olmer jako provozní Petrák
- Josef Abrhám jako MUDr. Rendl
- Karel Augusta jako kuchař Muraško
- Václav Lohniský jako číšník Otík
- Jiří Lír jako vrchní
- Václav Helšus jako Honza Černý
- Lída Roubíková jako Černá
- Markéta Světlíková jako číšnice
- Žofie Veselá jako Gita
- Kateřina Lírová jako Jitka
- Marcela Nohýnková jako rakušanka
- Emma Černá jako MUDr. Petráková
- Karel Hábl jako člen VB
- Jiří Hálek jako obuvník

## Lokace
Natáčelo se v Peci pod Sněžkou a v blízkých okolních obcích. Některé scény byly natáčeny v Praze.